# Kserkses II
Kserkses II (staropers. 𐎧𐏁𐎹𐎠𐎼𐏁𐎠) – król Persji w roku 424 p.n.e. z dynastii Achemenidów, syn Artakserksesa I.
Głównym źródłem na temat rządów Kserksesa II jest Persika (Περσικά) autorstwa Ktezjasza z Knidos. Choć miał kilkanaścioro rodzeństwa, był jedynym synem Artakserksesa I ze związku z królową Damaspią. Po śmierci ojca rządził zaledwie półtora miesiąca, zamordowany przez swego przyrodniego brata Sogdianosa przy współudziale eunucha Farnakiasa – faworyta ojca.